# Al piacere di rivederla
Al piacere di rivederla è un film italiano del 1976 diretto da Marco Leto, tratto dal romanzo Ritratto di provincia in rosso di Paolo Levi.

## Trama
Mario Aldara, funzionario del Ministero dell'interno ed ex commissario di polizia, viene inviato nella natia città dell'Emilia per indagare su una morte eccellente: il presunto suicidio di Cesare Bonfigli, capo di una potente famiglia emiliana legata al potere e alla chiesa in affari immobiliari e assistenziali. Aldara inoltre, vent'anni prima, era il fidanzato di Viviana, la vedova del suicida.
Il funzionario non tarda a scoprire la vita corrotta dei Bonfigli, gli affari illeciti e i relativi interessi nell'omicidio del congiunto. In mano a Cecé, usuraio travestito da barbone, Aldara trova un assegno firmato dal defunto il giorno della morte per una grossa somma, il cui destinatario era Pietro, fidanzato di Patrizia. La quale rivela le perversioni pedofile di Pietro, solito pagare delle dodicenni da corrompere. Chiusa l'inchiesta Aldara torna a Roma, preceduto da Patrizia che si è innamorata di lui.

## Censura
Dal sito Italia taglia:
La I^ Commissione di Revisione cinematografica, visionato il film, sentito il sig. Lucio Ardenzi, produttore, la Commissione, avuto riguardo ad alcune sequenze erotiche che illustrano la vicenda giallo-rosa le cui immagini in amplessi vivaci non si ravvisano adatte ai minori degli anni 18, esprime parere favorevole alla proiezione in pubblico del film col divieto ai minori degli anni 18.

## Home video
Il film è stato pubblicato in VHS nel settembre del 1996 dalla Warner Home Video per la serie Gli scudi, ma non è ancora stato pubblicato in DVD o Blu-ray e non è disponibile su nessuna piattaforma.